# Raoul Sinier
Raoul Sinier est un producteur de musique électronique, graphiste et artiste audiovisuel français.

## Biographie
Au début des années 1990, il poursuit des études de dessins et découvre la culture hip-hop.
Outre sa production musicale, il travaille comme graphiste, expose, et a illustré une bande dessinée, Les Aveugles.

## Un univers audio-musical sombre
La musique de Raoul Sinier est sombre, aux voix hachées, utilisant de nombreux bruitages. Dans une interview, il indique « Moi ce qui me plait en tant qu’auditeur, c’est la musique qui me prend aux tripes et m’entraîne vers le fond. Émotion et compagnie. ».
Raoul Sinier ne souscrit pas au classement de la musique par genre musical, préférant un classement par émotion, il ne voit donc pas ses créations comme de la « musique électronique ». Il définit son univers comme « personnel, combinant une esthétique sombre, de très petites créatures, des humeurs étranges, de l'ironie et de l'humour, des corps sans tête et une vaste gamme d'émotions, ».
Sur ses derniers albums, l'on retrouve du chant, voire des titres aux sonorités pop.
Les clips mettent en scène des créatures étranges, comme dans Huge Samurai Raddish un radis géant s'échappant d'une usine.

## Discographie

### Sous le nom de Ra*
Albums
EPs

### Sous le nom de Raoul Sinier
Albums
EPs
Vidéo